# Christian Schütz (Abt)
Christian Schütz OSB (* 26. Februar 1938 in Metting) ist ein deutscher Benediktiner, Hochschullehrer und emeritierter Abt der bayerischen Abtei Schweiklberg.

## Biographie
Christian Schütz trat nach dem Abitur in Passau in das Kloster der Missionsbenediktiner in Schweiklberg bei Vilshofen ein und studierte Katholische Theologie an der Benediktinerhochschule Sant’Anselmo in Rom. Am 12. Juli 1964 wurde er zum Priester geweiht.
Nach der Promotion in Rom 1965 und der Habilitation in Würzburg 1971, war er als Professor für Dogmatik und Dogmengeschichte an den Katholisch-Theologischen Fakultäten in Passau und anschließend in Regensburg tätig. Schütz ist Honorarprofessor an der Universität Regensburg.
1982 wurde Schütz zum fünften Abt von Schweiklberg gewählt. Im Februar 2007 legte er nach 25 Jahren das Amt des Abtes nieder. Seitdem ist er Spiritual im Benediktinerinnenkloster Neustift bei Vilshofen.
1983 wurde er von Kardinal-Großmeister Maximilien Kardinal de Fürstenberg zum Ritter des Ritterordens vom Heiligen Grab zu Jerusalem ernannt und am 10. Dezember 1983 im Kölner Dom durch Franz Hengsbach, Großprior der deutschen Statthalterei, investiert. Er war Prior der Komturei St. Michael in Passau; sein Nachfolger wurde Prälat Klaus Metzl.

## Veröffentlichungen (in Auswahl)
- Deus absconditus, Deus manifestus. Die Lehre Hugos von St. Viktor über die Offenbarung Gottes (Studia Anselmiana, Bd. 56), Rom 1967 (= Diss. Theol.).
- Verborgenheit Gottes. Martin Bubers Werk – eine Gesamtdarstellung, Zürich u. a. 1975 (= Diss. habil.)
- Einführung in die Pneumatologie, Darmstadt 1985.
- Der Herr lebt. Auferstehungsgedanken. Verlag Herder, Freiburg im Breisgau 1988, ISBN 3-451-21196-3.
- Praktisches Lexikon der Spiritualität, Herder, Freiburg i.Br. u. a., 1988 (als Hrsg.) (Sonderausgabe 1992, ISBN 3-451-22614-6)